# Романий, Андрей Станиславович
Андрей Станиславович Романий — Заслуженный артист Украины (2001), с 2015 года – актёр Национального академического драматического театра им. Ивана Франка, в прошлом – ведущий актёр Донецкого академического украинского музыкально-драматического театра, режиссёр.

## Биография
Родился в Днепропетровске. Окончил Днепропетровское государственного художественно-театральное училище. Вместе с другом Михаилом Кришталём поехал в Донецк, где прошел смотр художественного совета и получил приглашение работать в Донецкий музыкально-драматический театра.  
Первая роль — принц Тарталия в спектакле «Золотой апельсин».
Постановка «В джазе только девушки» с участием Андрея Романия получила Гранпри фестиваля «Театральный Донбасс-2006», стала лучшим спектаклем VIII Международного фестиваля «Мельпомена Таврии». Сам актёр был отмечен дипломом за лучшую актерскую работу.
В спектакле по пьесе Эдварда Олби «Кто боится Вирджинии Вульф?» выступил в качестве сорежиссёра.
В рейтинге «Топ Донбасса», проводимом изданием «Остров» занял второе место в категории «Перспектива Донбасса (культура)»
Признан лучшим комедийным артистом 2005 года на Украине — получил премию Национального союза театральных деятелей Украины имени Владимира Довганюка.
Снялся в телесериале «Вечерка»
Работал ведущим телевизионной программы «Кіносвіт» на телеканале «Украина».
Вместе с Михаилом Кришталем написали гимн Донецкого национального университета.
В 2017 году окончил Харьковский национальный университет искусств имени Котляревского (режиссура драматического театра) под руководством Александра Аркадина-Школьника и Леонида Садовского.
В 2019 окончил КНУТКиТ им. И. К. Карпенко-Карого (режиссер драматического театра-преподаватель). 
С 2015 года работает в Национальном академическом драматическом театре им. Ивана Франка.

## Театральные работы
- «Кто боится Вирджинии Вульф?»[3] — Джорж[9][10]
- «Скандал в Гранд-Опера, или Найдите тенора» — Макс[2]
- «Эти свободные бабочки» — Дон
- «В джазе только девушки» — Джо (Жозефина)[11][12][13]
- «Ladies night. Только для женщин»[14][15][16]
- «За двумя зайцами» — Голохвостый[1][17][18]
- «Милый друг» — Жорж Дюруа[1]
- «Любовь в стиле барокко» — Степан[1]
- «Золотой апельсин» — принц Тарталия[1]
- «Боинг-Боинг» — Бернар[12][19]
- «История любви»
- «Ревизор» — Хлестаков[20][21]
- «Без вины виноватые»[22]
- «Зойкина квартира» — Аметистов[22][23]
- «Полоумный Журден» — Ковьель, Господин Дебри[22][24]
- «Поминальная молитва» — Мотл[25]
- «Учитель танцев» — Альдемаро[26]
- «Коломба» — Арман
- «Донна Люция» — Баберлей
- «Бал воров» — Гюстав
- «Турецкая шаль» — Угодкин
- «Темная история» — Миллер
- «Деревья умирают стоя» — Директор
- «Мандрагора» — Лигурио
- «Как важно быть серьёзным» — Джон Уординг
- «Шельменко-денщик» — Капитан Скворцов
- «Маленькие трагедии» — Альбер, Вальсенгам, Дон Гуан
- «Бонжур, мадам Одарья!» — Иосиф Скорик
- «Плутни Скапена» — Леандр
- «Соло для часов с боем» — Павел Есенский
- «Бриллиантовый дым» — Остап Бендер
- «Энеида» — Гоша, Паланта
- «Ходжа Насреддин против Эмира Бухарского» — Ходжа Насреддин
- «Стеклянный зверинец» — Том

### Другое участие в спектаклях
- «Кто боится Вирджинии Вульф?» — режиссёр[3]
- «Истории нашего двора» — музыкальное оформление[27]
- «Полоумный Журден» — консультант по фехтованию[24]

## Фильмография
1. 2015 — Слуга народа — Че Гевара, Андрей Орлик, ведущий политического ток-шоу
2. 2016 - "Певица и султан"  - султан Карим
3. 2017- "Недотурканi" — Игорь Ефимович Дудкин, Спикер Верховной Рады Украины
4. 2020-"Мишоловка для кота"-врач
5. 2021 - Папик-2 - Альберт Георгиевич Филипповский, поп-звезда
6. 2024 - S.T.A.L.K.E.R. 2: Heart of Chornobyl - полковник Александр Коршунов

## Награды
- Диплом за лучшую мужскую роль регионального фестиваля «Театральный Донбасс — 1996»
- Благодарность Министерства культуры и искусств Украины (1997)
- Диплом за лучшую мужскую роль регионального фестиваля «Театральный Донбасс — 1998»
- Лауреат всеукраинской акции «Золотая фортуна-1998» в номинации «Лучший разноплановый актёр года»
- Диплом всеукраинского театрального фестиваля «К нам едет „Ревизор“»
- І премия за лучшую мужскую роль регионального фестиваля «Театральный Донбасс — 2000»
- Гран-при театрального фестиваля «Таврийские игры-1998»
- Заслуженный артист Украины (2001)
- Серебряная медаль Академии искусств Украины (2003)
- Диплом за лучшую мужскую роль второго плана Регионального фестиваля «Театральный Донбасс — 2004»
- Премия им. А.Довганюка «Лучший комедийный актёр года» (2005)
- Диплом за лучшую мужскую роль регионального фестиваля «Театральный Донбасс-2006»
- Диплом за лучшую мужскую роль международного театрального фестиваля «Мельпомена Таврии» (2006)
- Орден «За заслуги» ІІІ степени (2020)[28]